# Departamento Rosario Vera Peñaloza
Das Departamento Rosario Vera Peñaloza liegt im Südwesten der Provinz La Rioja im Nordwesten Argentiniens und ist eine von 18 Verwaltungseinheiten der Provinz. 
Es grenzt im Norden an das Departamento General Juan Facundo Quiroga, im Osten an das Departamento General Ocampo, im Osten und Süden an das Departamento General San Martín und im Westen an die Provinz San Juan. 
Die Hauptstadt des Departamento Rosario Vera Peñaloza ist Chepes.

## Städte und Gemeinden
Das Departamento Rosario Vera Peñaloza ist in folgende Gemeinden aufgeteilt:
- Chepes
- Desiderio Tello
- El Totoral
- Mascasín
- Ñoquebe